# Canton de Villeneuve-sur-Lot-Sud
Pour les articles homonymes, voir Canton de Villeneuve-sur-Lot.
Le canton de Villeneuve-sur-Lot-Sud est une ancienne division administrative française située dans le département de Lot-et-Garonne, en région Aquitaine.

## Histoire
Le canton de Villeneuve-sur-Lot-Sud est créé en 1973, en même temps que celui de Villeneuve-sur-Lot-Nord, en remplacement du canton de Villeneuve-sur-Lot.

## Géographie
Ce canton était organisé autour de Villeneuve-sur-Lot dans l'arrondissement de Villeneuve-sur-Lot. Son altitude variait de 42 m (Bias) à 231 m (Saint-Antoine-de-Ficalba) pour une altitude moyenne de 113 m.

## Composition
Le canton de Villeneuve-sur-Lot-Sud se composait d'une fraction de la commune de Villeneuve-sur-Lot et de cinq autres communes. Il comptait 16 553 habitants (population municipale) au 1er janvier 2012.
| Nom                            | Code Insee | Intercommunalité                           | Population (dernière pop. légale)              |
| ------------------------------ | ---------- | ------------------------------------------ | ---------------------------------------------- |
| Villeneuve-sur-Lot (chef-lieu) | 47323      | CA du Grand Villeneuvois                   | Fraction : 8 495(2012) Commune : 23 263 (2014) |
| Bias                           | 47027      | CA du Grand Villeneuvois                   | 3 089 (2014)                                   |
| Pujols                         | 47215      | CA du Grand Villeneuvois                   | 3 635 (2014)                                   |
| Saint-Antoine-de-Ficalba       | 47228      | CA du Grand Villeneuvois                   | 706 (2014)                                     |
| Sainte-Colombe-de-Villeneuve   | 47237      | CA du Grand Villeneuvois                   | 496 (2014)                                     |
| Sembas                         | 47297      | CC du Confluent et des Coteaux de Prayssas | 140 (2014)                                     |

## Démographie
| 1975 | 1982 | 1990   | 1999   | 2006   | 2011   | 2012   |
| ---- | ---- | ------ | ------ | ------ | ------ | ------ |
| -    | -    | 16 206 | 15 935 | 16 447 | 16 638 | 16 553 |

## Administration
| Période | Période          | Identité        | Étiquette | Qualité |
| ------- | ---------------- | --------------- | --------- | --- |
| 1973    | 1998             | Serge Dubois    | UDF       | Exploitant agricole, professeur chargé de cours agricoles Maire de Bias (1971-2000) Suppléant du député Édouard Schloesing |
| 1998    | 2001 (démission) | Jérôme Cahuzac  | PS        | Chirurgien Député (1997-2002) Maire de Villeneuve-sur-Lot (2001-2012)                                                      |
| 2001    | 2015             | Patrick Cassany | PS        | Adjoint puis maire de Villeneuve-sur-Lot depuis 2012 Élu en 2015 dans le canton de Villeneuve-sur-Lot-2                    |